# Benjamin Frederik Matthes
Pour les articles homonymes, voir Matthes.
Benjamin Frederik Matthes (Amsterdam, 16 janvier 1818 - Nimègue, 9 octobre 1908) était un missionnaire protestant et linguiste néerlandais.
Il fut élève de Taco Roorda et travailla pour la Société biblique néerlandaise et pour les autorités néerlandaises aux Célèbes.
En 1859 parut son dictionnaire makassar-hollandais, qui, jusqu’à la parution du dictionnaire néerlandais-makassaar de A.A. Cence et Abdoerrahim en 1979, resterait le seul ouvrage dans ce domaine.
Toutefois, Matthes est surtout connu comme le fondateur de l’étude du buginais et de sa littérature séculaire. Il fit la connaissance, en 1852, de la princesse Colliq Pujié Arung Pancana Toa (1812-1876), fille du monarque du royaume buginais Tanété, laquelle collabora avec lui durant de longues années. Elle fut la rédactrice du plus long manuscrit de La Galigo, qui compte 2851 pages et qui se trouve maintenant à la Bibliothèque universitaire de Leyde. Ce n’est encore qu’une partie de l’ensemble de l’épopée que l’on considère comme la plus longue du monde. En 1858 déjà, Matthes s’était aperçu que l’épopée ne menait qu’une existence marginale dans son pays d’origine – devenu sur ces entrefaites à majorité islamique. Il n’en apprécia que d’autant plus sa partenaire royale et ses connaissances en la matière. Ce qui le motiva à étudier l’épopée fut qu’il trouvait qu’une bonne traduction de la Bible devait s’accorder à la langue poétique de l’épopée.

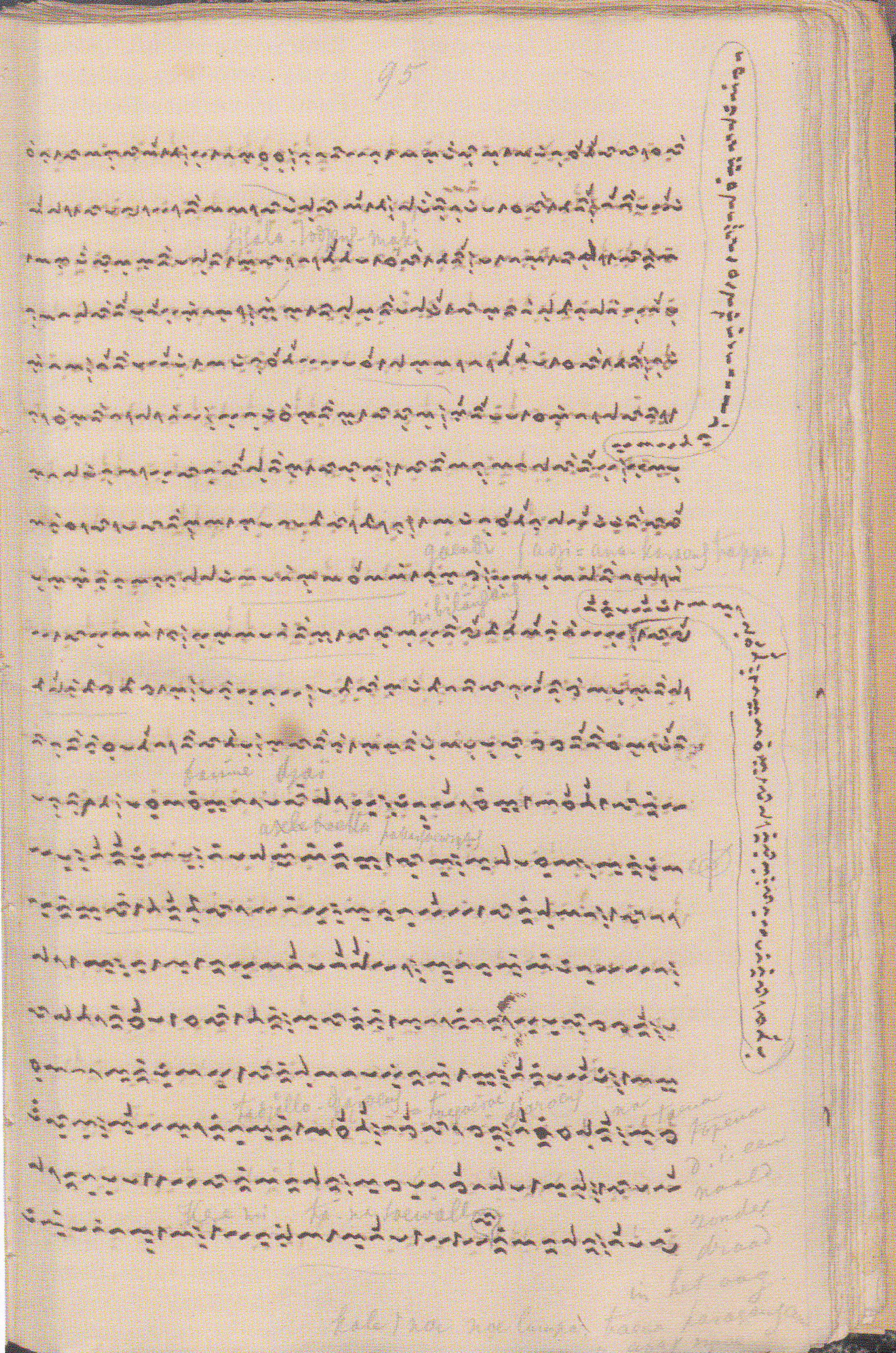
Texte buguinaise, avec add. de Matthes

En 1872, Matthes publia sa Chrestomatie bouguine, dans laquelle il inclut et annota un grand fragment de La Galigo. En décembre 1874, il publia le dictionnaire buginais-hollandais, qui est toujours considéré comme un ouvrage de base pour l’étude du buginais. Il comporte de nombreux exemples tirés de La Galigo. Par après, le gouvernement l’a invité à retourner à Makassar afin d’y fonder une école normale pour instituteurs indigènes. Il était dès lors coupé des régions intérieures buginophones.
En 1889, il publia encore un supplément à son dictionnaire buginais-hollandais. Dans l’avant-propos, il exprime le souhait “que cette édition, …., puisse quelque peu contribuer à la pratique poussée des langues encore si peu connues d’un peuple du Sud-Célèbes qui m’est toujours cher et qui est par trop souvent honteusement méconnu.” Plus tard, son œuvre et La Galigo sont toutefois tombés en grande partie dans l’oubli. Ce n’est que dans les années 80 du siècle dernier qu’un projet commun néerlando-indonésien fut à nouveau lancé et que fut traduite en indonésien la partie leydoise de l’épopée. En 2004, cette renaissance de l’étude du buginais aboutit finalement à la mise en scène théâtrale de La Galigo par Robert Wilson, qui eut un grand retentissement dans de nombreuses métropoles.
De 1891 à 1900 parurent environ seize livres de la Bible traduits de sa main en buginais et en makassar.
En 1943, parut “Dr. Benjamin Frederik Matthes, sa vie et son œuvre au service de la Société biblique néerlandaise” par H. van der Brink.